# Великово (Солигаличский район)
Великово — деревня в Солигаличском районе Костромской области. Входит в состав Солигаличского сельского поселения

## География
Находится в северо-западной части Костромской области на расстоянии приблизительно 25 км на север-северо-запад по прямой от города Солигалич, административного центра района.

## История
В XIX веке деревня (тогда село) входила сначала в Тотемский уезд Вологодской губернии, а потом в Солигаличский уезд Костромской губернии. В 1804 году здесь была построена Рождественская церковь (ныне утрачена). В 1859 году здесь было отмечено 47 дворов, в 1907 году—94. До 2018 года входила в состав Васильевского сельского поселения до его упразднения.

## Население
Постоянное население составляло 277 человек (1859 год), 588 (1897—1907), 121 в 2002 году (русские 97 %), 39 в 2022.